# Jリーグ・ワールド
Jリーグ・ワールド（ジェイ～）は、1993年～1995年頃にアール・エフ・ラジオ日本で製作・放送されたサッカーJリーグ情報番組である。1995年にはラジオ関西でも放送されていた。
放送時間が日曜日を除く毎日21:45～22:00。この番組は主としてJリーグ関連のニュース・話題、インサイドレポート、試合の結果速報などを展開していた。また週1回には雑誌・ストライカー（学習研究社）編集部を結んでの特集を放送したこともあった。

## 出演者
- パーサー・マツヤ（パーソナルサポーター）
- 石川智徳（同上　元KBS京都アナウンサー、現在はフリーでCS放送に出演）
- アミーゴ・カズ（レポーター）